# Бабуль, Эдокси
Эдокси Бабуль (фр. Eudoxie Baboul; 1 октября 1901 — 1 июля 2016) — французская долгожительница. С 12 мая 2015 года и до своей смерти была старейшей живущей жительницей Франции.

## Биография
Эдокси Бабуль родилась в 1901 году, в коммуне Синнамари. Многие СМИ сообщают, что она родилась 30 сентября, а не 1 октября 1901 года, но в её документах стоит 1 октября.
В молодости она выращивала овощи и продавала их. Она никогда не была замужем, но у неё было несколько детей, которых она пережила, трое внуков и 17 правнуков.
С 2011 года Эдокси жила у своего внука Жубера в Матури, Французская Гвиана.

## Смерть
Находясь в своем доме, Эдокси Бабуль стала плохо себя чувствовать и была доставлена в больницу города Кайенна, где позже, 1 июля 2016 года, и скончалась. Ей было 114 лет.

## Рекорды долголетия
- 12 мая 2015 года стала старейшей живущей жительницей Франции.
- Она является четвёртым французским долгожителем в истории, после Жанны Кальман, Мари Бремон и Люсиль Рандон.
- Являлась старейшей живущей жительницей Южной Америки.

## См.также
- Долгожитель
- Список старейших женщин
- Список старейших людей в мире